# Ensenada (Stany Zjednoczone)
Ensenada – jednostka osadnicza w Stanach Zjednoczonych, w stanie Nowy Meksyk, w hrabstwie Rio Arriba.